# Kallvattenkuren

Kallvattenkuren är en byggnadsminnesförklarad badanläggning som ingår i kurorten Ronneby brunn som är av riksintresse för kulturmiljövården. Idag (2022) inhyser byggnaden utställning om fynden av skeppet Gribshunden och järnåldersbyn Västra Vång, och ett projektkontor för ett framtida museum i Ronneby. 

## Historik
Byggnaden uppfördes 1904 på uppdrag av bolaget Ronneby Helsobrunn med syftet att erbjuda kallvattenbad till kurortens gäster av 1:a klass. Byggnaden är uppdelad i två hallar, en för damer och en för herrar, med vardera en kallvattenbassäng. I byggnadens mittersta del fanns en värmeanläggning med bastu, vid tiden kallad för värmestuga. I denna del av byggnaden erbjöds också elektriska ljusbad och det fanns värmeskåp för behandling av patienter. I byggnadens lägre delar löper arkader med pelare och rundbågar av träkonstruktion med plats för ombyte och bad i separata badkar. I dessa kar kunde patienten behandlas sittande av badanläggningens personal. Verksamheten i Kallvattenkuren fortsatte fram till hälsobrunnen som helhet upphörde 1939 med anledning av andra världskrigets utbrott.
Byggnaden genomgick en ombyggnad 1947 då bassängerna lades igen och hyttinredningen avlägsnades. Sedan slutet av 1940-talet användes byggnaden för lättare industriändamål med bland annat knytning till den läderfabrik som fanns i Ronneby stad. Sedan tiden strax före millennieskiftet användes byggnaden för kontorsändamål då byggnaden återigen byggdes om invändigt och försågs med kontorsmoduler i postmodern stil med ramverk av aluminium och invändiga glastak. 

## Museifunktion
Sedan 2019 används byggnaden som utställnings- och projektkontor för Ronneby kommuns projekt att etablera ett museum i staden, Projekt Gribshunden - Drömmen om ett museum. Utställningen visar skeppet Gribshunden och järnåldersbyn Västra Vång - unika fynd som berättar Ronnebys historia.  
I samband med den ändrade användningen gav Ronneby kommun respektive Länsstyrelsen i Blekinge län tillstånd för att återställa delar av byggnaden och plocka bort delar av de kontorsmoduler som inrymts i byggnadens norra del.